# أونوريه دو لورنس
أونوريه دو لورنس (بالفرنسية: Honoré du Laurens)‏ هو كاهن كاثوليكي فرنسي، ولد في 7 مارس 1554 في تاراسكون في فرنسا، وتوفي في 14 يناير 1612 في باريس في فرنسا.